# Joseph-Alphonse de Véri
Joseph-Alphonse de Véri est un ecclésiastique français né à Séguret (Comtat Venaissin) le 16 octobre 1724 et mort à Avignon le 28 août 1799.

## Biographie

### Origines
Il est le fils de Louis de Véri, descendant d'une noble famille florentine installée dans le Comtat Venaissin depuis le XVe siècle, et de Jeanne de Berton de Balbes de Crillon.Il est le neveu de deux évêques, Jean-Louis de Berton des Balbes de Crillon et Dominique Laurent de Berton des Balbes de Crillon, et le cousin germain de Louis Des Balbes de Berton de Crillon, duc de Mahon et de l'abbé de Crillon.
Joseph-Alphonse de Véri fait ses études à la Sorbonne à Paris, dont il sort docteur en théologie. Il a pour condisciples les abbés de Boisgelin, de Cicé, Loménie de Brienne et Turgot, dont il devient l'intime.

### Carrière ecclésiastique
En 1745, alors qu'il n'est encore que diacre, son oncle, Jean-Louis de Berton des Balbes de Crillon, archevêque de Narbonne, le nomme chanoine honoraire de cette ville. La même année, il est député par le diocèse d'Embrun à l'Assemblée du clergé et introduit auprès de René Charles de Maupeou, Premier président du Parlement de Paris, qui lui fit obtenir la commende de l'abbaye de Saint-Satur en Berry.
Ordonné prêtre en 1749, il devient grand vicaire de l'archevêque de Bourges, Frédéric-Jérôme de La Rochefoucauld. Il y arrive peu après Maurepas, qui vient de tomber en disgrâce, et loge dans un petit pavillon dépendant du palais de l'archevêque, son cousin. Le ministre en exil ne tarde pas à faire la conquête du jeune abbé qui, en retour, exerce une influence réelle sur M. et Mme de Maurepas.

### Voyages en Europe
Désireux d'entrer dans la diplomatie, l'abbé de Véri voyage en Suisse et en Allemagne puis à Vienne où il fréquente assidument l'ambassade de France. Il est rappelé en France en raison du décès du cardinal de La Rochefoucauld (1757) et, privé de l'influence de son protecteur, n'obtient pas la nomination escomptée, malgré l'arrivée du cardinal de Bernis, avec qui il est lié, à la tête du département des Affaires étrangères. Quand Choiseul lui succède, les Maurepas font intervenir en faveur de l'abbé de Véri le Dauphin et le duc de Nivernais (beau-frère de Maurepas) et finissent par obtenir pour lui une nomination comme auditeur de Rote à Rome.
Véri accepte à contre-cœur. Il s'acquitte de sa tâche avec conscience, mais les subtilités de la procédure ecclésiastique l'ennuient. Il reste dix ans à Rome, où ses fonctions lui permettent d'accumuler une véritable fortune en bénéfices ecclésiastiques. Il a alors 200 000 livres de rentes et mène grand train, voyageant en voiture à six chevaux et entretenant une nombreuse domesticité. Grâce à la bienveillance du duc d'Aiguillon, devenu secrétaire d'État aux Affaires étrangères, il peut rentrer à Paris en 1772.

### Influence politique
Deux ans plus tard, à l'avènement de Louis XVI, son ami Maurepas devient tout puissant. L'abbé de Véri exerce toujours sur lui un ascendant considérable. On a coutume de dire que : « M. de Maurepas ne fait rien sans consulter sa femme et Mme de Maurepas n'agit que suivant les conseils de l'abbé de Véri. » C'est suivant son avis que Turgot est nommé secrétaire d'État à la Marine, et il parvient également, pour les Affaires étrangères, à faire écarter Breteuil, candidat de Marie-Antoinette, au profit de Vergennes. Il aurait pu devenir ministre, mais il ne voulut pas solliciter. Mais il est au cœur des affaires du gouvernement, conseillant les uns et les autres et notant ses observations dans son Journal qui constitue un document de premier ordre sur le règne de Louis XVI. Après la mort de Maurepas, on dit que le Roi lui-même consulte souvent l'abbé de Véri.

### Période révolutionnaire
En 1789, il quitte Paris pour aller s'établir dans le Comtat avec ses deux sœurs, religieuses ursulines que la Révolution avait chassées de leur couvent de Valréas. Après quelques années passées à la campagne, il s'installe à Avignon vers 1792. Bien qu'il a prêté le serment civique, il est arrêté le 29 décembre 1793 et incarcéré au couvent de la Miséricorde d'Avignon. Condamné à mort, il est sauvé par le 9 thermidor et sort de prison le 10 octobre 1794. Il meurt le 28 août 1799.

## Résidences
- À Paris : hôtel rue des Saints-Pères.
- À Avignon : hôtel Maligeac, rue de la Petite-Fusterie.

## Écrits
Il existe plusieurs éditions de son journal:
- Journal de l'abbé de Véri / publié avec une introduction et des notes par le Bon Jehan de Witte ; préface de Pierre de Nolhac, Paris, Jules Taillandier, 1928, 2 volumes. Numérisé en un seul document sur gallica.

- Journal de l'abbé de Véri - Le règne de Louis XVI et la Révolution française (1774-1799),  Philippe Haudrère (éd.), Librairie Droz, Collection Bibliothèque des Lumières, Genève, 2016, 2 tomes.